# Квіткоїд ріпаковий
Квіткоїд ріпаковий, квіткогриз (Brassicogethes aeneus, Meligethes aeneus) — шкідливий жук з родини блискітників.

## Опис
Чорний з синюватим або зеленуватим відливом жук, завдовжки 1,5-2,7 міліметрів. Зимують жуки під рослинними рештками, на поверхні ґрунту. Навесні з'являються дуже рано, спочатку живляться на квітках різних ранніх рослин — мати-i-мачухи, кульбаби тощо, потім переходять на квітки ріпакy. Самки відкладають усередину бутонів по 1-8 яєць, середня плодючість — 40-50 яєць. Ембріональний розвиток триває 4-10 днів, личинки — 15-30, лялечки — 10-11 днів. Жуки пошкоджують тичинки, приймочки; личинки живляться пилком, але при чисельності понад 3 особини на бутон, останні засихають.